# Ytternäs och Vreta
För stadsdelen i Mariehamn, se Ytternäs, Mariehamns stad.
Ytternäs och Vreta är en av SCB avgränsad och namnsatt tätort i Uppsala kommun omfattande bebyggelse i Ytternäs och Vreta belägna ungefär en mil sydväst om Uppsala centrum. Ytternäs och Vreta är villaområden vid Ekolns nordvästra strand.

## Historia
Ytternäs är ursprungligen en gammal by, omtalad första gången 1436 ('Ytranæs'). 1497–1527 hade Uppsala domkyrka en lantbo i Ytternäs. Hela byn hamnade senare i Gustav Vasas ägo, och denne förlänade byn till Mats Persson (Upplänning), gift med en brorsdotter till kungen.
Området började bebyggas med fritidshus, men har sedan mitten av 1900-talet fått allt större inslag av permanentboende. 2006 började man bygga ett nytt villaområde. Det finns även en förskola där.

### Befolkningsutveckling
| Befolkningsutvecklingen i Ytternäs och Vreta 1995–2020 | Befolkningsutvecklingen i Ytternäs och Vreta 1995–2020 | Befolkningsutvecklingen i Ytternäs och Vreta 1995–2020 | Befolkningsutvecklingen i Ytternäs och Vreta 1995–2020 | Befolkningsutvecklingen i Ytternäs och Vreta 1995–2020 |
| ------------------------------------------------------ | ------------------------------------------------------ | ------------------------------------------------------ | ------------------------------------------------------ | ------------------------------------------------------ |
|                                                        |                                                        |                                                        |                                                        |                                                        |
| År                                                     |                                                        |                                                        | Folkmängd                                              | Areal (ha)                                             |
| 1990                                                   | 1990                                                   |                                                        | 239                                                    | 111#                                                   |
| 1995                                                   | 1995                                                   |                                                        | 298                                                    | 123                                                    |
| 2000                                                   | 2000                                                   |                                                        | 349                                                    | 123                                                    |
| 2005                                                   | 2005                                                   |                                                        | 405                                                    | 125                                                    |
| 2010                                                   | 2010                                                   |                                                        | 636                                                    | 146                                                    |
| 2015                                                   | 2015                                                   |                                                        | 775                                                    | 153                                                    |
| 2020                                                   | 2020                                                   |                                                        | 792                                                    | 153                                                    |
| Anm.: Ny tätort 1995 # Som småort.                     |                                                        |                                                        |                                                        |                                                        |